# دائرة سور الغزلان
دائرة سور الغزلان هي إحدى دوائر ولاية البويرة الجزائرية ومقرها سور الغزلان، وتضم البلديات التالية:
- سور الغزلان
- الدشمية
- ريدان
- المعمورة
- ديرة
- الحاكمية

## مواضيع ذات صلة
- دوائر ولاية البويرة
- بلديات ولاية البويرة